# Lijst van voetbalinterlands Bosnië en Herzegovina - Montenegro (vrouwen)
Deze lijst van voetbalinterlands is een overzicht van alle officiële voetbalinterlands tussen de nationale vrouwenteams van Bosnië en Herzegovina en Montenegro. De landen hebben tot nu toe elf keer tegen elkaar gespeeld.

## Wedstrijden
| №  | Plaats    | Datum             | Competitie           | Wedstrijd                          | Uitslag |
| -- | --------- | ----------------- | -------------------- | ---------------------------------- | ------- |
| 1  | Bar       | 13 maart 2012     | Vriendschappelijk    | Montenegro − Bosnië en Herzegovina | 2 − 3   |
| 2  | Podgorica | 15 maart 2012     | Vriendschappelijk    | Montenegro − Bosnië en Herzegovina | 2 − 2   |
| 3  | Podgorica | 20 januari 2018   | Vriendschappelijk    | Montenegro − Bosnië en Herzegovina | 0 − 1   |
| 4  | Polača    | 3 maart 2018      | Vriendschappelijk    | Bosnië en Herzegovina − Montenegro | 2 − 1   |
| 5  | Podgorica | 18 januari 2019   | Vriendschappelijk    | Montenegro − Bosnië en Herzegovina | 1 − 2   |
| 6  | Zagreb    | 28 februari 2019  | Vriendschappelijk    | Bosnië en Herzegovina − Montenegro | 3 − 1   |
| 7  | Zenica    | 12 juni 2019      | Vriendschappelijk    | Bosnië en Herzegovina − Montenegro | 0 − 0   |
| 8  | Podgorica | 22 januari 2020   | Vriendschappelijk    | Montenegro − Bosnië en Herzegovina | 2 − 3   |
| 9  | Zenica    | 17 september 2021 | WK 2023 kwalificatie | Bosnië en Herzegovina − Montenegro | 2 − 3   |
| 10 | Bar       | 18 december 2021  | Vriendschappelijk    | Montenegro − Bosnië en Herzegovina | 1 − 0   |
| 11 | Podgorica | 12 april 2022     | WK 2023 kwalificatie | Montenegro − Bosnië en Herzegovina | 0 − 2   |

## Samenvatting
| Competitie        | Totaal gespeeld | Winst Bosnië en Herzegovina | Gelijk | Winst Montenegro | Doelsaldo Bosnië en Herzegovina – Montenegro |
| ----------------- | --------------- | --------------------------- | ------ | ---------------- | -------------------------------------------- |
| WK-kwalificatie   | 2               | 1                           | 0      | 1                | 4 − 3                                        |
| Vriendschappelijk | 9               | 6                           | 2      | 1                | 16 − 10                                      |
| Totaal            | 11              | 7                           | 2      | 2                | 20 − 13                                      |